# Дороньский, Стеван
Стеван «Франья» Дороньский (серб. Стеван "Фрања" Дороњски; 26 сентября 1919, Крчедин, Королевство сербов, хорватов и словенцев — 14 августа 1981, Белград, СФРЮ) — югославский сербский государственный деятель, председатель Президиума ЦК Союза коммунистов Югославии (1979—1980).

## Биография
Родился в бедной крестьянской семьи. Закончил начальную школу в Крчидине и среднюю школу в Сремски-Карловци, где в 1936 году стал членом Союза коммунистической молодежи Югославии (СКМЮ). Изучал ветеринарию в Белградском университете. Член Коммунистической партии Югославии (КПЮ) с 1939, с 1940 — секретарь ячейки своего факультета.
Активный участник Народно-освободительной войны в Югославии. Один из организаторов восстания в Среме. Был членом райкома КПЮ Стара Пазова. В сентябре 1941 стал политруком Дунайского отряда, в декабре был избран секретарем СКМЮ и членом райкома КПЮ Срема. С 1942 года — главный редактор газеты «Глас омладине». С июля 1943 — организационный секретарь областного комитета СКЮ и член бюро обкома КПЮ Воеводины, а с октября — член Главного народно-освободительного комитета Воеводины и секретарь провинциального комитета Объединенного союза антифашистской молодежи Воеводины (ОСАМВ). На II-м съезде ОСАМВ в мае 1944 года избран членом ЦК ОСАМВ. С августа 1944 года — секретарь обкома СКМЮ.
После освобождения на партийной и государственной работе.
- 1945—1948 — организационный секретарь ЦК Коммунистического союза молодежи,
- 1949—1951 — организационный секретарь окружного комитета Коммунистической партии Воеводины,
- 1951—1966 — политический секретарь окружного комитета Коммунистической партии Воеводины,
- март-декабрь 1953 — председатель Исполнительного веча Автономного края Воеводина,
- 1953—1963 — председатель Скупщины автономного края Воеводина,
- 1963—1965 — заместитель председателя Исполнительного веча Скупщины СР Сербии (6—17 ноября 1964 года — исполняющий обязанности председателя),)
- 1965—1966 — секретарь Белградского горкома СКЮ,
- 1966—1968 — секретарь исполнительного комитета Союза коммунистов Сербии,
- с 1974 — член Президиума СФРЮ,

- На II съезде коммунистической партии Сербии (1949) избран членом ЦК Коммунистической партии Сербии.
- На IV (1959) и V (1965) съездах Союза коммунистов Сербии избран членом Исполкома ЦК Коммунистической партии Сербии.
- С 1966 по 1968 — секретарь Исполкома ЦК СК Сербии.
- С VI (1952) по XI съезд СКЮ (1978) избирался членом ЦК СКЮ, на IX съезде избирался членом Исполнительного бюро Президиума СКЮ.
- На X и XI съездах избран членом Президиума ЦК СКЮ.
- 23 октября 1979 — 20 октября 1980 — председатель Президиума ЦК Союза коммунистов Югославии.

Скончался 14 августа 1981 года в Белграде. Похоронен на Аллее Народных Героев и выдающихся революционеров городского кладбища в Нови-Саде.